# John O'Hurley
 (mai 2022).
Si vous disposez d'ouvrages ou d'articles de référence ou si vous connaissez des sites web de qualité traitant du thème abordé ici, merci de compléter l'article en donnant les références utiles à sa vérifiabilité et en les liant à la section « Notes et références ».
Pour les articles homonymes, voir O'Hurley.
John O'Hurley est un acteur américain né le 9 octobre 1954 à Kittery (Maine, États-Unis).

## Filmographie

### Télévision
- 1990 : Les Feux de l'amour : Dr. James Grainger
- 1990-1991 : Santa Barbara : Steven Slade
- 1992 : General Hospital : Greg Bennett
- 1994 : Frasier
- 1995 : Arabesque : Ralph Stafford
- 1995-1998 : Seinfeld : J.Peterman
- 1997 : X-Files saison 5 épisode 5 : Dr. Francis Pollidori
- 2000-2018 : Bob l'éponge : voix
- 2001 : Mona le vampire
- 2003 : Stripperella
- 2003-2005 : Duck Dodgers
- 2003-2005 : Quoi d'neuf Scooby-Doo ?
- 2003-2004 : The Mullets
- 2004 : Come to Papa
- 2004 : Les Quintuplés
- 2004 : Le Roi de Las Vegas
- 2005 : Drake et Josh
- 2005 : Dancing with the Stars
- 2006 : Learn to Dance with John and Charlotte
- 2006 : La Star de la famille
- 2006 : Holidaze: The Christmas That Almost Didn't Happen
- 2007 : Higglytown Heroes
- 2008-2010 : Phinéas et Ferb
- 2009 : Skeeter and the Mystery of the Lost Mosquito Treasure
- 2010 : Les Sorciers de Waverly Place
- 2010 : Scooby-Doo : Mystères associés
- 2010 : The Super Hero Squad Show
- 2011 : Beethoven sauve Noël

### Cinéma
- 2004 : Knuckle Sandwich
- 2008 : An American Carol

## Ludographie
- 2003 : SpongeBob SquarePants: Battle for Bikini Bottom